# البرج (سرقسطة)
بلدية البُرج أو  ألبورخي (بالإسبانية: Alborge) هي بلدية تقع في مقاطعة سرقسطة التابعة لمنطقة أرَغون شمال شرق إسبانيا.

## الديموغرافيا
بلغ عدد سكان بلدية البُرج 121 نسمة عام 2011 (وفقاً للمعهد الوطني الإسباني للإحصاء).
| 128 | 139 | 139 | 133 | 124 | 124 | 121 |